# FS Sonne
Le FS Sonne est un navire océanographique allemand de grands fonds  (FS, en allemand : Forschungsschiff) , deuxième du nom. Lancé en décembre 2014 de son port d'attache Bremerhaven, il remplace l'ancien RV Sonne vendu à l'Argentine.

## Histoire
Une commande de 124,4 millions d'euros pour un nouveau navire de recherche destiné à remplacer l'ancien navire de recherche RV Sonne a été passée par le ministère fédéral allemand de l'éducation et de la recherche (90%) ainsi que par les États côtiers de Basse-Saxe, du Schleswig-Holstein, du Mecklembourg-Poméranie-Occidentale, Brême et Hambourg (10%) en mai 2011.
La construction a eu lieu au chantier naval Meyer Werft à Papenbourg et le FS Sonne a quitté le quai en avril 2014. Il a été baptisé en juillet 2014 et livre en novembre 2014.
Le Sonne est une plate-forme de travail polyvalente pour les disciplines marines et connexes : océanographie physique et biologique, géologie marine, chimie marine et atmosphérique, géophysique marine et météorologie. Le navire opérera principalement dans l'Océan Pacifique et l'Océan Indien.

## Équipement
Le navire est équipé pour couvrir un large éventail de recherches océanographiques. Une grue à cadre A à l'arrière a une capacité de levage de 30 tonnes. Ceci peut être utilisé pour déployer des sous-marins et autres équipements lourds. Quatre grues d'une capacité de levage de 10 tonnes et trois petites  permettent le transport de matériel de recherche sur le navire. Un treuil permet de déployer des dispositifs sur les fonds océaniques jusqu'à 12.000 m de profondeur.
Pour le dépannage lors des expéditions scientifiques, le navire est équipé de plusieurs ateliers : un atelier de pont (pour les travaux mécaniques lourds), un atelier d'électronique, un atelier de machines (pour les travaux de mécanique fine) et un atelier électrique.
Jusqu'à 25 conteneurs peuvent être stockés à bord (4 d'entre eux à l'intérieur). Il y a 550 m² de laboratoires scientifiques.
Pour 2026, le nouveau Meteor est prévu,qui ressemble au Sonne,

## Galerie

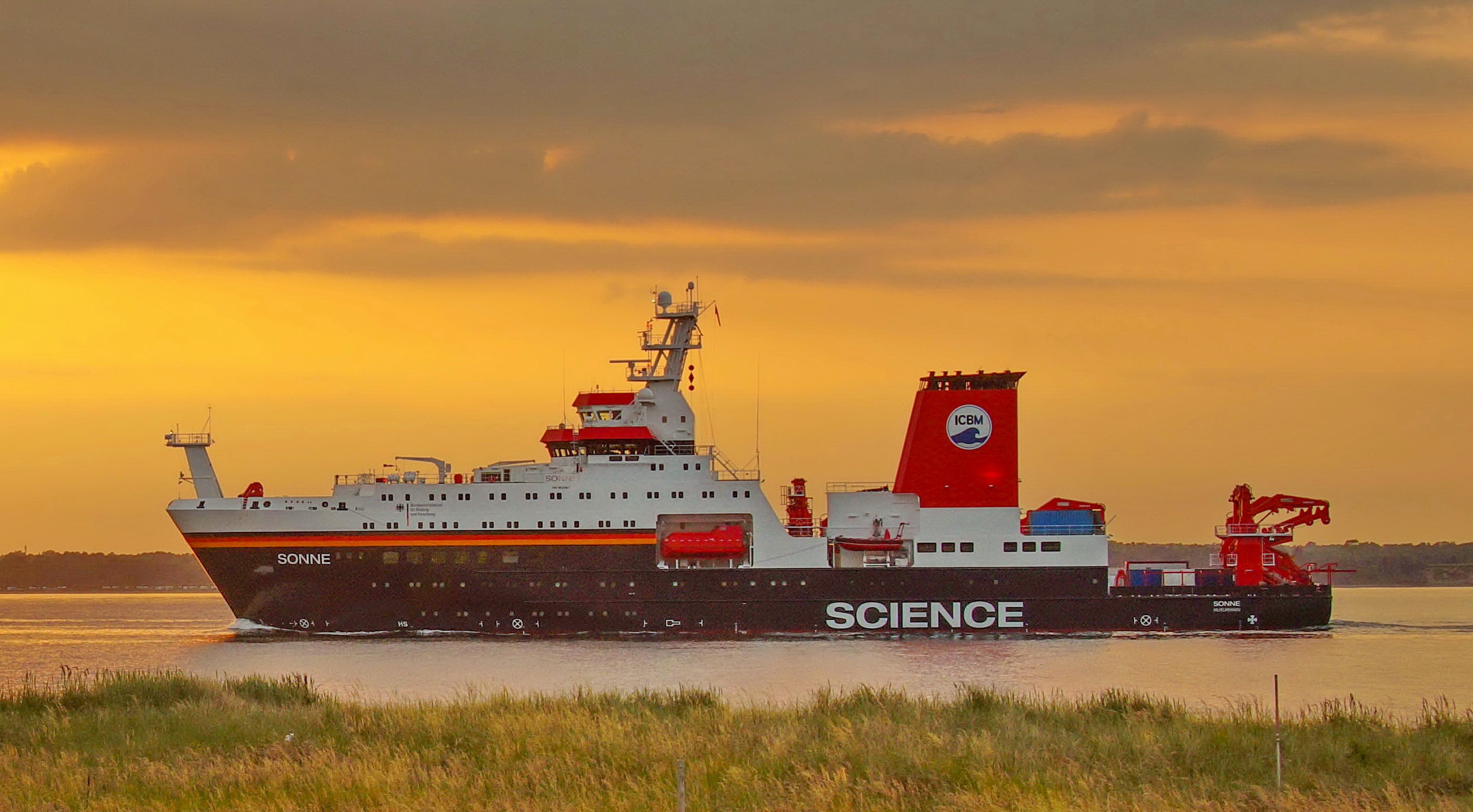
RV Sonne
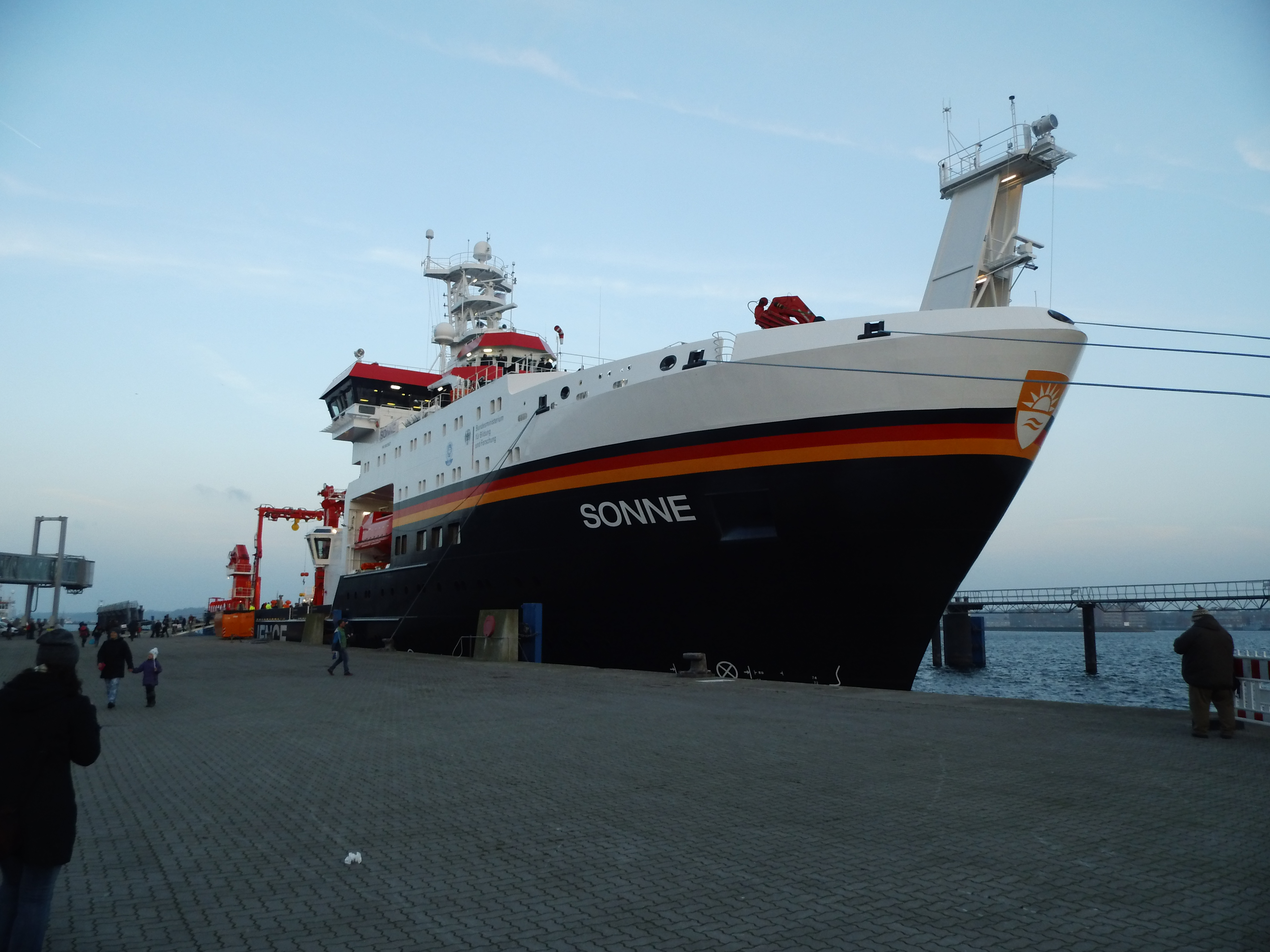
RV Sonne
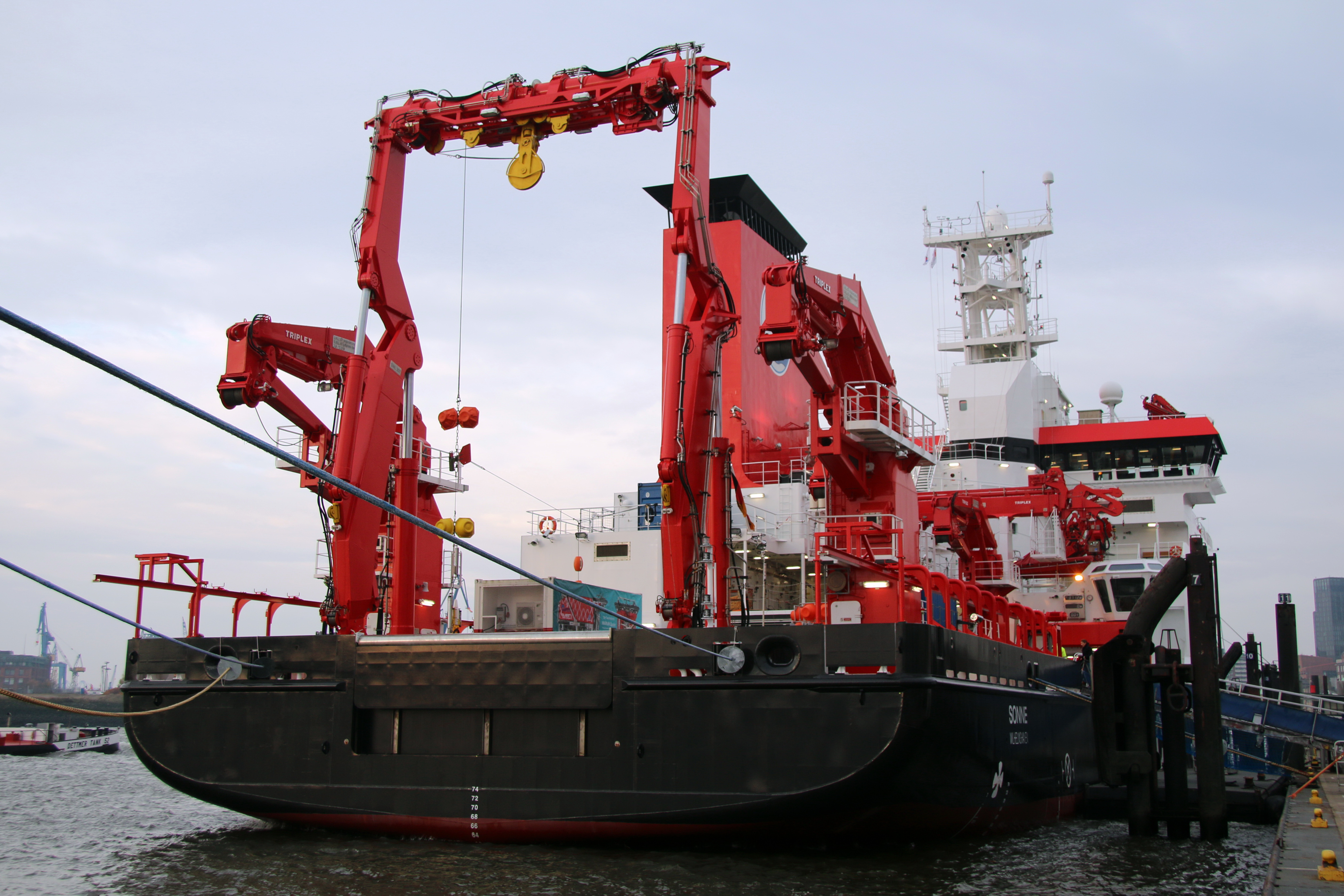
RV Sonne (pont arrière)

### Note et référence
1. 1 2  (de) [vidéo] « Forschungsschiff "Meteor IV" verlässt die Meyer Werft »NDR, 18 avril 2025, 33 min (consulté le 18 avril 2025)
2. ↑  « Neues von den Werften im Emsrevier - Seite 156 - Forum Schiff », sur www.forum-schiff.de (consulté le 18 avril 2025)
3. ↑  (de) noz.de, « Sonne verlässt Papenburg mit », sur noz.de, 10 mai 2014 (consulté le 18 avril 2025)
4. ↑  (de) « Neues Forschungsschiff „Sonne“ verlässt Bauhalle », sur www.kreiszeitung.de, 6 avril 2014 (consulté le 18 avril 2025)

- (en) Cet article est partiellement ou en totalité issu de l’article de Wikipédia en anglais intitulé « RV Sonne (2014) » (voir la liste des auteurs).